# SPD Niedersachsen
Die SPD Niedersachsen ist der niedersächsische Landesverband der SPD, der durch die vier Bezirke Braunschweig, Hannover, Nord-Niedersachsen und Weser-Ems getragen wird. Neben Hessen ist Niedersachsen das einzige deutsche Land mit mehreren Bezirken, während in den übrigen Ländern der Bezirk jeweils dem Landesverband entspricht. Seit dem 24. Mai 2025 ist Olaf Lies Vorsitzender der SPD Niedersachsen.

## Geschichte

### Vorgeschichte – Die SPD in den Vorgängerländern Niedersachsens

#### Braunschweig

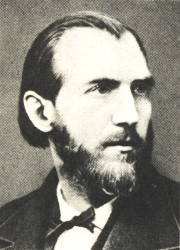
Wilhelm Bracke

Hubert Schlebusch

Im Herzogtum Braunschweig gründete Wilhelm Bracke am 6. September 1865 eine Ortsgruppe des Allgemeinen deutschen Arbeitervereins in Braunschweig. 1871 gründete er auch den Braunschweiger Volksfreund, eine der ältesten SPD-Parteizeitungen. Braunschweig war eine Parteihochburg. Der Reichstagswahlkreises Braunschweig wurde langjährig durch Wilhelm Blos gehalten. In den 1880er Jahren wird in Braunschweig die Parteizentrale, das Volksfreund-Haus erbaut. Im Jahr 1915 spaltet sich die USPD unter August Merges von der SPD ab. Nach der Novemberrevolution in Braunschweig wurde die Sozialistische Republik Braunschweig ausgerufen. In den Arbeiter- und Soldatenräten war die USPD die bestimmende Kraft. Bei den Landtagswahlen am 22. Dezember 1918 wurde hingegen die MSPD mit 27,7 % der Stimmen und 17 Sitze die stärkste Kraft. Allerdings lag die Macht überwiegend beim Arbeiter- und Soldatenrat, der von der USPD dominiert wurde. Es kam daher am 22. Februar 1919 zur Bildung einer Koalitionsregierung aus USPD und MSPD unter Sepp Oerter (USPD). Erst nachdem der Spartaktistenaufstand am 17. April 1919 in Braunschweig durch ein Freicorps niedergeschlagen wurde, ging die Macht auf den gewählten Landtag über. Am 30. April wählte der Braunschweiger Landtag mit dem Stimmen von MSPD, USPD und DDP eine Regierung unter Heinrich Jasper (MSPD).
Bei den Landtagswahlen am 16. Juni 1920 erlitten die Sozialdemokraten Verluste und kamen mit 14,8 % und 9 Sitzen nur noch auf den dritten Platz, und waren nur noch als Juniorpartner in der Regierung mit der USPD beteiligt. Am 23. Mai wurde eine neue Regierung unter Heinrich Jasper aus MSPD, DDP und DVP gebildet. Nach den Wahlen 1924 (37,4 % der Stimmen und 19 Sitze) musste die SPD erneut in die Opposition. Bei den Landtagswahlen am 27. November 1927 erreichte die SPD 46,2 % der Stimmen und bekam die Hälfte der Sitze. Am 14. Dezember wurde mit Stimmen der SPD und der KPD eine Alleinregierung der SPD unter Heinrich Jasper gewählt.
Bei den Landtagswahlen am 14. September 1930 büßte die SPD ihre Mehrheit ein. NSDAP und die bürgerlichen Parteien bildeten eine Regierung. Nach der Machtergreifung der Nationalsozialisten im Jahr 1933 wurde das Volksfreundehaus am 9. März 1933 verwüstet, die SPD am 22. Juni 1933 verboten und Heinrich Jasper am 19. Februar 1945 im Konzentrationslager umgebracht.
Mit einer Funktionärssitzung am 24. September 1945 erfolgt die Neugründung des Landesverbandes der SPD nach dem Krieg in Braunschweig. Vom 24. April 1945 bis Januar 1946 war Hubert Schlebusch (SPD) und danach bis zur Gründung des Landes Niedersachsen Alfred Kubel (SPD) ernannter Ministerpräsident in Braunschweig. Mit 29 Abgeordneten stellte die SPD die mit Abstand größte Fraktion im Ernannten Braunschweigischen Landtag.

#### Hannover
In der preußischen Provinz Hannover verfügten die Sozialdemokraten über eine starke Stellung. Von 1920 bis 1933 war Gustav Noske (SPD) Oberpräsident der Provinz Hannover. Im Provinziallandtag waren die Sozialdemokraten in allen freien Wahlen stärkste Kraft (1921: 34,7 % und 37 Sitze, 1925: 32,9 % und 37 Sitze, 1929: 34,8 % und 39 Sitze). Nach dem Zweiten Weltkrieg wurde zunächst das Land Hannover gebildet und Hinrich Wilhelm Kopf (SPD) zum Ministerpräsidenten ernannt, bevor das Land Niedersachsen gebildet wurde. Im Ernannten Hannoverschen Landtag waren 38 Sozialdemokraten vertreten und bildeten dort die mit Abstand größte Fraktion. Am 17./18. August 1946 fand in Barsinghausen der erste Bezirksparteitag der SPD Hannover nach dem Krieg statt.

#### Oldenburg

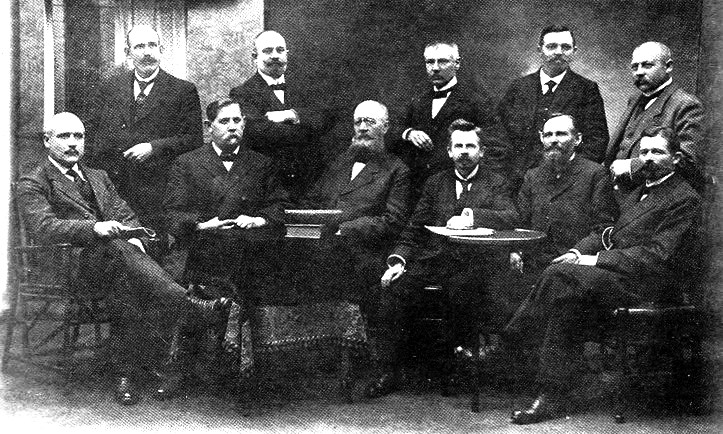
SPD-Fraktion im oldenburgischen Landtag 1916

Paul Hug

Im Großherzogtum Oldenburg wurde mit Paul Hug 1899 der erste Sozialdemokrat in den Landtag gewählt. 1902 war die Fraktion der SPD bereits auf sechs Abgeordnete angewachsen. Im 32. Landtag von 1911–1916 stellte die SPD 12 Abgeordnete bei einer Gesamtzahl von 45 Abgeordneten. Nach der Novemberrevolution übernahm der Arbeiter- und Soldatenrat (21er Rat) die Macht in Oldenburg. Präsident der Revolutionsregierung war Bernhard Kuhnt (USPD). Die SPD war in der Regierung mit Paul Hug vertreten. Am 23. Februar 1919 (bzw. 9. März 1919 für den Landesteil Birkenfeld) erfolgte die Wahl zur verfassunggebenden Landesversammlung. Mit 33,44 % und 16 Mandaten war die SPD die stärkste Partei geworden. Ministerpräsident einer Allparteienregierung wurde jedoch der Liberale Theodor Tantzen. Die SPD war im Kabinett mit dem Sozialminister Julius Meyer vertreten. Im Oldenburgischen Landtag im Freistaat Oldenburg blieb die SPD zunächst stärkste Kraft. Bis auf die 1928 Wahl sank jedoch der Anteil der SPD kontinuierlich (1920: 25,87 % und 13 Sitze; 1923: 23,76 % und 12 Sitze; 1925: 22,46 % und 9 Sitze; 1928: 28,86 % und 15 Sitze; 1931: 20,90 % und 11 Sitze; 1932: 18,75 % 9 Sitze). Nach 1922 war die SPD nicht mehr an der Regierung beteiligt.
Nach dem Zweiten Weltkrieg setzten die Siegermächte das Kabinett Tantzen II als neue Landesregierung ein, in der die SPD mit Harald Koch (Wirtschaft und Finanzen) und Fritz Kaestner (Kirchen und Schulen) zwei Ressorts besetzte. Im ernannten oldenburgischen Landtag waren 13 Sozialdemokraten. Karl Hoopts war Sprecher der Fraktion.

### Die SPD in Niedersachsen
Der erste Bundesparteitag der SPD nach dem Krieg fand am 9. Mai 1946 in Hannover statt. Kurt Schumacher wurde zum Bundesvorsitzenden gewählt.

#### Regierungsbeteiligungen
| Ministerpräsident    | Kabinett       | Beteiligte Parteien                                     | Amtszeit  |
| Hinrich Wilhelm Kopf | Kopf I         | SPD, CDU, FDP, NLP, KPD                                 | 1946–1947 |
| Hinrich Wilhelm Kopf | Kopf II        | SPD, CDU, FDP, DP, Zentrum, KPD                         | 1947–1948 |
| Hinrich Wilhelm Kopf | Kopf III       | SPD, CDU, Zentrum                                       | 1948–1951 |
| Hinrich Wilhelm Kopf | Kopf IV        | SPD, GB/BHE, Zentrum                                    | 1951–1955 |
|                      |                | DP, SPD, GB/BHE (bis 1957), CDU, FDP (bis 1957)         | 1955–1959 |
| Hinrich Wilhelm Kopf | Kopf V         | SPD, FDP, GB/BHE                                        | 1959–1961 |
| Georg Diederichs     | Diederichs I   | SPD, FDP, GB/BHE                                        | 1961–1963 |
| Georg Diederichs     | Diederichs II  | SPD, FDP                                                | 1963–1965 |
| Georg Diederichs     | Diederichs III | SPD, CDU                                                | 1965–1967 |
| Georg Diederichs     | Diederichs IV  | SPD, CDU                                                | 1967–1970 |
| Alfred Kubel         | Kubel I        | SPD                                                     | 1970–1974 |
| Alfred Kubel         | Kubel II       | SPD, FDP                                                | 1974–1976 |
|                      |                | Opposition (Regierung: CDU, FDP (1977–1978, 1986–1990)) | 1976–1990 |
| Gerhard Schröder     | Schröder I     | SPD, Grüne, parteilos                                   | 1990–1994 |
| Gerhard Schröder     | Schröder II    | SPD, parteilos                                          | 1994–1998 |
| Gerhard Schröder     | Schröder III   | SPD                                                     | 1998      |
| Gerhard Glogowski    | Glogowski      | SPD                                                     | 1998–1999 |
| Sigmar Gabriel       | Gabriel        | SPD, parteilos                                          | 1999–2003 |
|                      |                | Opposition (Regierung: CDU, FDP)                        | 2003–2013 |
| Stephan Weil         | Weil I         | SPD, Grüne                                              | 2013–2017 |
| Stephan Weil         | Weil II        | SPD, CDU                                                | 2017–2022 |
| Stephan Weil         | Weil III       | SPD, Grüne                                              | 2022–2025 |
| Olaf Lies            | Lies           | SPD, Grüne                                              | seit 2025 |

## Struktur

### Organisation
Die Satzung der Bundes-SPD kennt nur Bezirke, Unterbezirke und Ortsvereine. In den meisten Ländern, außer Hessen und Niedersachsen, entspricht das gesamte Land einem Bezirk. In Niedersachsen existieren traditionell jedoch vier Bezirke, welche den Landesteilen vor der Landesgründung entsprechen. Der Landesverband Niedersachsen wird durch die vier Bezirke rechtlich und finanziell gemäß der Landesverbandssatzung der SPD getragen, um landespolitische Themen, Programme sowie Wahlen gemeinsam zu koordinieren.
Die Bezirke in Niedersachsen untergliedern sich in 45 Unterbezirke die weitgehend den Landkreisen bzw. kreisfreien Städte in Niedersachsen entsprechen. Diese wiederum untergliedern sich in Ortsvereine, welche einzelnen Gemeinden, Gemeindeverbänden bzw. in Städten, Stadtteilen oder Siedlungen entsprechen. Zusätzlich können Ortsvereine zur besseren Arbeit in lokale Abteilungen unterteilen. In den großen Städten bilden die Ortsvereine Stadtverbände.

### Landesparteirat
Neben dem Landesparteitag tagt der Landesparteirat dreimal jährlich. Seine Aufgabe ist es, dem Landesvorstand beratend zur Seite zu stehen und die Willensbildung innerhalb der Partei durch eigene Initiativen zu fördern. Der Landesparteirat besteht zurzeit aus 100 Mitgliedern aus allen Bezirken und Unterbezirken. Derzeitige Vorsitzende ist Eva Schlaugat.

### Foren und Arbeitsgemeinschaften
Zur Vorbereitung für die niedersächsischen Kommunalwahl 2011 und die Landtagswahl 2012/2013 wurden vom Landesvorstand Anfang 2010 insgesamt elf Foren gegründet. Diese sollen mit internen und externen Experten die einzelnen thematischen Bereiche bearbeiten und Positionen entwickeln. Sie stehen allen Parteimitgliedern sowie ausdrücklich auch allen interessierten Bürgern offen. Die Foren sind:
- Arbeit, Mitbestimmung und Innovation
- Gerechte Bildungspolitik
- Demokratie und Partizipation im Internet
- Hochschule, Wissenschaft und Forschung
- Kultur und Medien
- Neue Gesellschaft
- Sicherheit, Freiheit, Demokratie
- Solidarische Gesellschaft – Gesundheit und Pflege
- Sportpolitik
- Verbraucherschutz und gesundes Leben
- Wirtschaft, Nachhaltigkeit und Neue Energien

## Wahlergebnisse der Landtagswahlen
| Wahl | Spitzenkandidat      | Prozent | Sitze |
| ---- | -------------------- | ------- | ----- |
| 1947 | Hinrich Wilhelm Kopf | 43,4    | 65    |
| 1951 | Hinrich Wilhelm Kopf | 37,7    | 64    |
| 1955 | Hinrich Wilhelm Kopf | 35,2    | 59    |
| 1959 | Hinrich Wilhelm Kopf | 39,5    | 65    |
| 1963 | Georg Diederichs     | 44,9    | 73    |
| 1967 | Georg Diederichs     | 43,1    | 66    |
| 1970 | Alfred Kubel         | 46,3    | 75    |
| 1974 | Alfred Kubel         | 43,1    | 67    |
| 1978 | Karl Ravens          | 42,2    | 72    |
| 1982 | Karl Ravens          | 36,5    | 63    |
| 1986 | Gerhard Schröder     | 42,1    | 69    |
| 1990 | Gerhard Schröder     | 44,2    | 71    |
| 1994 | Gerhard Schröder     | 44,3    | 81    |
| 1998 | Gerhard Schröder     | 47,9    | 83    |
| 2003 | Sigmar Gabriel       | 33,4    | 63    |
| 2008 | Wolfgang Jüttner     | 30,3    | 48    |
| 2013 | Stephan Weil         | 32,6    | 49    |
| 2017 | Stephan Weil         | 36,9    | 55    |
| 2022 | Stephan Weil         | 33,4    | 57    |

Fett = Regierungspartei für die folgende Legislaturperiode
(Nach der Wahl 1974 war die SPD nur bis 1976 Regierungspartei)

## Personen

### Parteivorsitzende

#### Vorsitzende des Landesausschusses
- Bruno Leddin (1949–1950)
- Egon Franke (1950–1970)
- Peter von Oertzen (1970–1978)

#### Landesvorsitzende
|  | Vorsitzende / -r | Jahren    | Bemerkung                                                                                                 |
|  | ---------------- | --------- | --- |
|  | Karl Ravens      | 1979–1984 | |
|  | Jahann Bruns     | 1984–1994 | |
|  | Gerhard Schröder | 1994–1998 | Ministerpräsident von Niedersachsen (1990–1998), Bundeskanzler der Bundesrepublik Deutschland (1998–2005) |
|  | Edelgard Bulmahn | 1998–2003 | |
|  | Wolfgang Jüttner | 2003–2005 | |
|  | Garrelt Duin     | 2005–2010 | |
|  | Olaf Lies        | 2010–2012 | |
|  | Stephan Weil     | 2012–2025 | Ministerpräsident von Niedersachsen (2013–2025)                                                           |
|  | Olaf Lies        | seit 2025 | Ministerpräsident von Niedersachsen (seit 2025)                                                           |

### Fraktionsvorsitzende
| Jahren    | Fraktionsvorsitzende / -r |
| --------- | ------------------------- |
| 1947–1966 | Robert Hoffmeister        |
| 1966–1967 | Wilhelm Baumgarten        |
| 1967–1974 | Helmut Kasimier           |
| 1974–1978 | Bernhard Kreibohm         |
| 1978–1986 | Karl Ravens               |
| 1986–1990 | Gerhard Schröder          |
| 1990–1994 | Johann Bruns              |
| 1994–1996 | Wolf Weber                |
| 1996–1998 | Heinrich Aller            |
| 1998–1999 | Sigmar Gabriel            |
| 1999–2003 | Axel Plaue                |
| 2003–2005 | Sigmar Gabriel            |
| 2005–2010 | Wolfgang Jüttner          |
| 2010–2013 | Stefan Schostok           |
| 2013–2022 | Johanne Modder            |
| 2022–2025 | Grant Hendrik Tonne       |
| seit 2025 | Stefan Politze            |

### Bezirksvorsitzende

#### Bezirk Braunschweig
- Albert Höft (1948–1964)
- Heinz Morgenstern (1964–1968)
- Hans-Jürgen Junghans (1968–1974)
- Rudolf Hauck (1974–1989)
- Gerhard Glogowski (1989–2003)[9]
- Sigmar Gabriel (2003–2009)[10]
- Hubertus Heil (2009–2023)[11]
- Thorsten Kornblum (seit Mai 2023)[12]

#### Bezirk Hannover

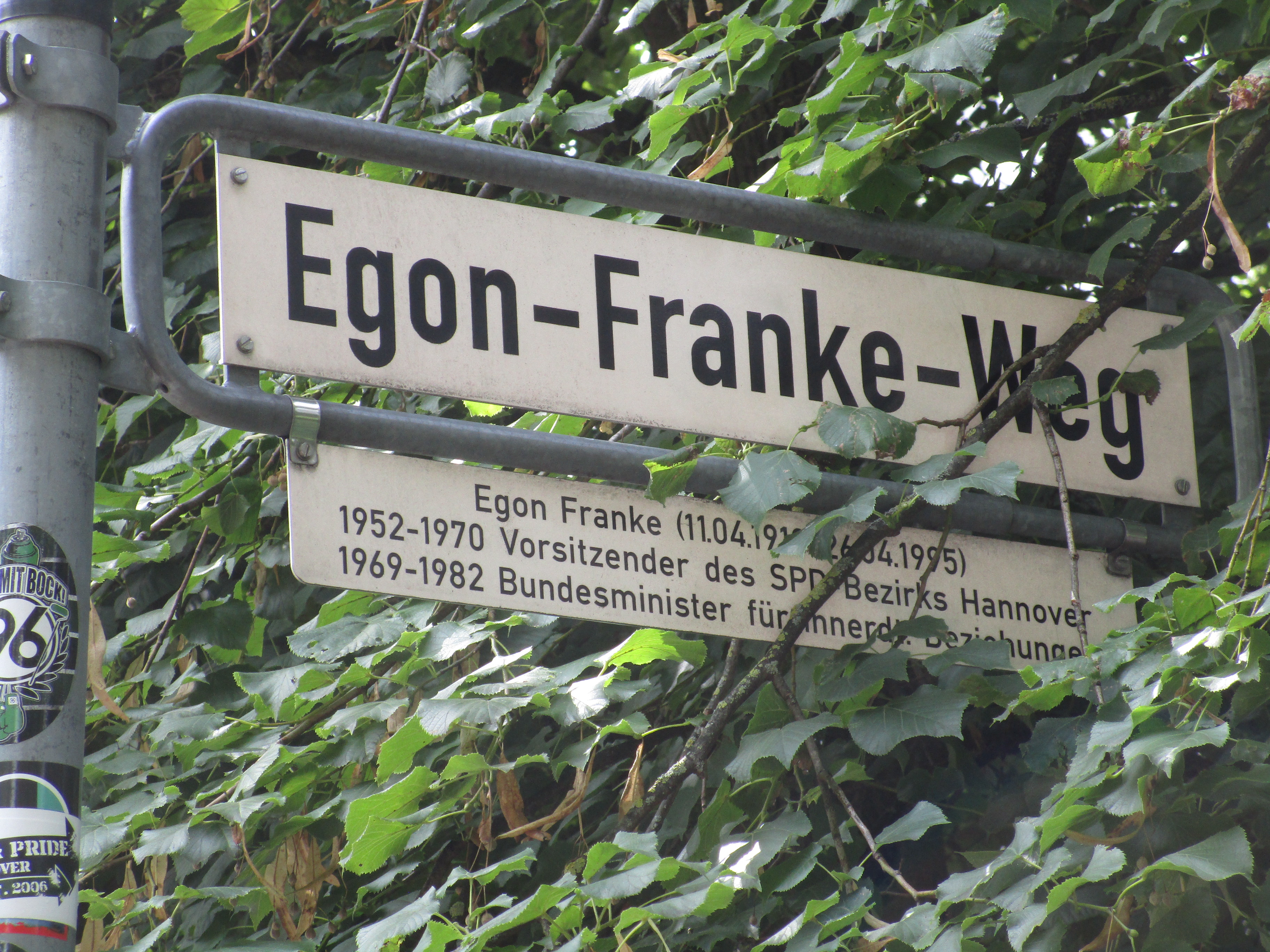
Hannover widmete Egon Franke einen Weg

- Kurt Schumacher (1945–1946)
- Richard Borowski (1946–1950)
- Bruno Leddin (1950–1951)
- Egon Franke (1952–1970)
- Peter von Oertzen (1970–1983)
- Gerhard Schröder (1983–1993)
- Wolfgang Jüttner (1993–2009)
- Stefan Schostok (2009–2019)
- Matthias Miersch (seit Juni 2019)

#### Bezirk Nord-Niedersachsen
- Arne Börnsen (1988–1991)
- Dieter Möhrmann (1991–2010)[13]
- Petra Tiemann (2010–2018)
- Uwe Santjer (seit 2018)

#### Bezirk Weser-Ems
- Bernd Theilen (1988–1994)[14]
- Inge Lemmermann (1994–2001)[15]
- Wolf Weber (2001–2002)[16]
- Garrelt Duin (2002–2010)[17]
- Johanne Modder (2010–2022)[18]
- Dennis Rohde (seit 2022)